# Lijst van pterosauriërs
De Lijst van pterosauriërs omvat de volgende beschreven soorten, nomina dubia en nomina nuda staan tussen aanhalingstekens.
In 2021 werd geschat dat 227 geldige soorten waren benoemd en 189 geldige geslachten, 23,4% van het totaal aan vindbare geslachten, geschat op 807. Rond 2060 zou de helft van de geslachten bekend zijn geworden en rond 2145 90%.

## A
- Aerodactylus
- Aerodraco
- Aerotitan
- Aetodactylus
- Afrotapejara
- Akharhynchus
- Alamodactylus
- Alanqa
- Albadraco
- Alcione
- Allkaruen
- Altmuehlopterus
- Amblydectes
- Angustinaripterus
- Anhanguera
- Anurognathus
- Apatorhamphus
- Aralazhdarcho
- Arambourgiania
- Araripedactylus
- Araripesaurus
- Archaeoistiodactylus
- Ardeadactylus
- Argentinadraco
- Arthurdactylus
- Arcticodactylus
- Aurorazhdarcho
- Austriadactylus
- Austriadraco
- Aussiedraco
- Avgodectes
- Aymberedactylus
- Azhdarcho

## B
- Bakonydraco
- Balaenognathus
- Banguela
- Barbaridactylus
- Barbosania
- Batrachognathus
- Beipiaopterus
- Bellubrunnus
- Bennettazhia
- Bergamodactylus
- Bogolubovia
- Boreopterus
- Brasileodactylus

## C
- Cacibupteryx
- Caelestiventus
- Caiuajara
- Camposipterus
- Campylognathoides
- Carniadactylus
- Cascocauda
- Cathayopterus
- Caulkicephalus
- Caupedactylus
- Caviramus
- Cearadactylus
- Ceoptera
- Changchengopterus
- Chaoyangopterus
- Cimoliopterus
- Coloborhynchus
- Comodactylus
- Cratonopterus
- Cretornis
- Criorhynchus
- Cryodrakon
- Ctenochasma
- Cuspicephalus
- Cycnorhamphus

## D
- Daohugoupterus
- "Daitingopterus": nomen vanum voor Germanodactylus rhamphastinus/ Altmuehlopterus
- Darwinopterus
- Dawndraco
- Dearc
- Dendrorhynchoides
- Dermodactylus
- Dimorphodon
- Diopecephalus
- Domeykodactylus
- Doratorhynchus
- Dorygnathus
- Douzhanopterus
- Draigwenia
- Dsungaripterus

## E
- Elanodactylus
- Eoazhdarcho
- Eopteranodon
- Eosipterus
- Epapatelo
- Eotephradactylus
- Eudimorphodon
- Eurazhdarcho
- Europejara

## F
- Faxinalipterus
- Feilongus
- Fenghuangopterus
- Ferrodraco
- Forfexopterus

## G
- Gallodactylus
- Garudapterus
- Gegepterus
- Geosternbergia
- Germanodactylus
- Gladocephaloideus
- Gnathosaurus
- Guidraco
- Gwawinapterus

## H
- Haliskia
- Hamipterus
- Haopterus
- Harpactognathus
- Hatzegopteryx
- Herbstosaurus
- Hongshanopterus
- Huanhepterus
- Huaxiadraco
- Huaxiapterus

## I
- Iberodactylus
- Ikrandraco
- Inabtanin
- Infernodrakon
- Ingridia: jonger synoniem van Tupandactylus
- Istiodactylus

## J
- Javelinadactylus
- Jianchangnathus
- Jianchangopterus
- Jeholopterus
- Jidapterus

## K
- Kariridraco
- Keresdrakon
- Kepodactylus
- Klobiodon
- Kryptodrakon
- Kunpengopterus

## L
- Lacusovagus
- Laopteryx
- Leptostomia
- Liaodactylus
- Liaoningopterus
- Liaoxipterus
- Lingyuanopterus
- Linlongopterus
- Lonchodectes
- Lonchodraco
- Lonchognathosaurus
- Longchengpterus
- Luchibang
- Ludodactylus
- Luopterus
- Lusognathus

## M
- Maaradactylus
- Meilifeilong
- Melkamter
- Mesadactylus
- Microtuban
- Mimodactylus
- Mistralazhdarcho
- Moganopterus
- Montanazhdarcho
- Muzquizopteryx
- Mythunga

## N
- Navajodactylus
- Nemicolopterus
- Nesodactylus
- Nicorhynchus
- Ningchengopterus
- Nipponopterus
- Noripterus
- Normannognathus
- Nurhachius
- Nyctosaurus

## O
- Ordosipterus
- Orientognathus
- Ornithocheirus
- Ornithostoma
- Otogopterus

## P
- Pachagnathus
- Pangupterus
- Parapsicephalus
- Peteinosaurus
- Petrodactyle
- "Phobetor": bezette naam en jonger synoniem van Noripterus
- Phosphatodraco
- Piksi
- Plataleorhynchus
- Prejanopterus
- Preondactylus
- Pricesaurus
- Propterodactylus
- Pteranodon
- Pterodactylus
- Pterodaustro
- Pterofiltrus
- Pterorhynchus
- Puntanipterus

## Q
- Qinglongopterus
- Quetzalcoatlus

## R
- Radiodactylus
- Raeticodactylus
- Rhamphinion
- Rhamphocephalus
- Rhamphorhynchus

## S
- Santanadactylus
- Saratovia
- Scaphognathus
- Seazzadactylus
- Sericipterus
- Serradraco
- Shenzhoupterus
- Simurghia
- Sinomacrops
- Sinopterus
- Siroccopteryx
- Skiphosoura
- Sordes
- Spathagnathus

## T
- Tacuadactylus
- Tapejara
- Targaryendraco
- Tendaguripterus
- Tethydraco
- Thalassodromeus
- Thanatosdrakon
- Thapunngaka
- Torukjara
- Tropeognathus
- Tupandactylus
- Tupuxuara

## U
- Uktenadactylus
- Unwindia
- Utahdactylus: een nomen dubium

## V
- Vectidraco
- Vesperopterylus
- Volgadraco

## W
- Wenupteryx
- Wightia
- Wukongopterus
- "Wyomingopteryx": nomen nudum

## X
- Xericeps

## Y
- Yelaphomte
- Yixianopterus

## Z
- Zhejiangopterus
- Zhenyuanopterus